# Hypericin
Hypericin là một naphthodianthrone, một dẫn xuất anthraquinone, cùng với hyperforin, là một trong những thành phần hoạt động chính của Hypericum (Saint John's wort). Hypericin được cho là hoạt động như một chất kháng sinh, kháng vi-rút  và chất ức chế kinase không đặc hiệu. Hypericin có thể ức chế hoạt động của enzyme dopamine-hydroxylase, dẫn đến tăng nồng độ dopamine,   mặc dù có thể làm giảm norepinephrine và epinephrine.
Ban đầu người ta tin rằng hoạt động dược lý chống trầm cảm của hypericin là do ức chế enzyme monoamin oxydase. Chiết xuất thô của Hypericum là chất ức chế yếu của MAO-A và MAO-B. Hypericin đơn độc không hiển thị hoạt động này, nhưng có một số ái lực với các thụ thể NMDA. Điểm này theo hướng các thành phần khác chịu trách nhiệm cho hiệu ứng MAOI. Niềm tin hiện nay là cơ chế hoạt động của thuốc chống trầm cảm là do sự ức chế tái hấp thu của một số chất dẫn truyền thần kinh.
Hệ thống chromophore lớn trong phân tử có nghĩa là nó có thể gây ra hiện tượng nhạy cảm ánh sáng khi ăn vượt quá ngưỡng. Sự nhạy cảm thường thấy ở những động vật được phép chăn thả trên St. John's Wort. Vì hypericin tích lũy tốt hơn trong các mô ung thư, nó cũng được sử dụng như một chỉ số của các tế bào ung thư. Ngoài ra, hypericin đang được nghiên cứu như một tác nhân trong liệu pháp quang động, nhờ đó sinh hóa được hấp thụ bởi một sinh vật để sau đó được kích hoạt bằng ánh sáng đặc trưng từ đèn chuyên dụng hoặc nguồn laser, cho mục đích điều trị.     Tác dụng kháng khuẩn và kháng vi-rút của hypericin cũng được cho là phát sinh từ khả năng oxy hóa ảnh của tế bào và các hạt virus.
Hypericin có nguồn gốc từ chu kỳ polyketide.
Sự sinh tổng hợp của hypericin nằm trong con đường polyketide nơi chuỗi octaketide trải qua các quá trình hình trụ và decarboxylation tạo thành antodone emhrin được cho là tiền chất của hypericin. Phản ứng oxy hóa tạo ra protoforms sau đó được chuyển đổi thành hypericin và pseudohypericin. Những phản ứng này nhạy cảm và diễn ra dưới ánh sáng và sử dụng enzyme Hyp-1.